# Euophrys domesticus
Euophrys domesticus är en spindelart som beskrevs av Menzel 1858. Euophrys domesticus ingår i släktet Euophrys och familjen hoppspindlar. Inga underarter finns listade i Catalogue of Life.